# Kleiwereld
Kleiwereld (Engels: clay world) is een hypothese die stelt dat kleimineralen een belangrijke rol speelden bij de oorsprong van het leven. Volgens de hypothese zouden de eerste organische verbindingen die zichzelf konden repliceren zijn ontstaan in de aanwezigheid van kleimineralen. Kleimineralen zijn levenloze silicaten, maar hun oppervlak bestaat uit een geordende, zichzelf herhalende atomaire structuur. Deze zou als blauwdruk voor de eerste simpele nucleïnezuren hebben gediend.

## Achtergrond
Wetenschappelijke ideeën over een biochemische oorsprong van het leven gaan uit van een stapsgewijs proces waarbij uit eenvoudige scheikundige verbindingen steeds grotere en ingewikkeldere stoffen, structuren en reacties ontstonden. Door middel van experimenten is aangetoond dat het onder de juiste omstandigheden mogelijk is eenvoudige organische stoffen zoals koolhydraten, aminozuren en zelfs nucleobasen te vormen. Hoe uit deze eenvoudige stoffen voor het leven essentiële grotere moleculen zoals eiwitten en nucleïnezuur ontstonden is echter onbekend. Volgens de hypothese van een RNA-wereld zou het vroege leven op eenvoudig RNA zijn gebaseerd, maar hoe RNA uit eenvoudige organische moleculen kan vormen is onduidelijk.
Kleimineralen komen van nature in veel verschillende afzettingsmilieus voor. Onder de mogelijkheden zijn de poelen rondom hete bronnen, de diepzeebodem bij hydrothermale bronnen, getijdenpoelen en wadden. Zulke plekken zijn voorgesteld als locaties voor de vorming van eenvoudige organische verbindingen.

## Hypothetische rol van kleimineralen
De Ierse kristallograaf John D. Berbal suggereerde als eerste dat kleimineralen een rol konden hebben gespeeld in prebiotische organische reacties op de vroege Aarde. Omdat het oppervlak van de mineralen uit afwisselend positief en negatief geladen deeltjes bestaat, kunnen ze organische moleculen vasthouden en door katalyse binden. De structuur van de kleimineralen bepaalde de volgorde van de nucleobasen van de eerste eenvoudige nucleïnezuren. 
Een andere manier waarop kleimineralen een rol kunnen hebben gespeeld is bij de vorming van liposomen, belletjes in een organisch mengsel. Deze belletjes zouden voorlopers van celmembranen kunnen zijn geweest. Uit experimenten blijkt dat de belletjes bij aanwezigheid van klei ongeveer 100 maal sneller vormen.
De Schotse moleculair bioloog Graham Cairns-Smith publiceerde in 1968 een uitgebreidere hypothese. Volgens Cairns-Smith waren kleimineralen zelfs een levenloze voorloper van leven. Kleimineralen vormen platte lagen, die bovenop elkaar vormen door de bezinking van silicaatdeeltjes in water. De atomaire structuur in het mineraal bepaalt de structuur in een nieuwe laag. Zo wordt de informatie doorgegeven van laag op laag. Roosterdefecten in het kristalrooster van de kleien werken als mutaties. Volgens Cairns-Smith stonden kleimineralen onder een selectiedruk waardoor de efficiëntste varianten een grotere overlevingskans hadden en vaker gingen voorkomen ("chemische evolutie").